# Hrvatski Nogometni Klub Hajduk Split 2003-2004
Questa voce raccoglie le informazioni riguardanti l'Hrvatski Nogometni Klub Hajduk Split nelle competizioni ufficiali della stagione 2003-2004.

## Rosa
| N. |                                 | Ruolo | Calciatore        |
| -- | ------------------------------- | ----- | ----------------- |
| 1  | Croazia (bandiera)              | P     | Hrvoje Sunara     |
| 2  | Croazia (bandiera)              | D     | Tomislav Rukavina |
| 3  | Croazia (bandiera)              | D     | Andrija Balajić   |
| 4  | Croazia (bandiera)              | C     | Frane Čačić       |
| 5  | Bosnia ed Erzegovina (bandiera) | A     | Almir Turković    |
| 6  | Croazia (bandiera)              | D     | Vlatko Đolonga    |
| 7  | Croazia (bandiera)              | D     | Hrvoje Vejić      |
| 8  | Bosnia ed Erzegovina (bandiera) | A     | Dragan Blatnjak   |
| 10 | Croazia (bandiera)              | C     | Mario Carević     |
| 11 | Croazia (bandiera)              | A     | Zvonimir Deranja  |
| 12 | Croazia (bandiera)              | P     | Vladimir Balić    |
| 13 | Croazia (bandiera)              | A     | Petar Krpan       |
| 14 | Croazia (bandiera)              | C     | Srđan Andrić      |

| N. |                      | Ruolo | Calciatore         |
| -- | -------------------- | ----- | ------------------ |
| 15 | Croazia (bandiera)   | C     | Nenad Pralija      |
| 16 | Croazia (bandiera)   | D     | Stjepan Skočibušić |
| 17 | Croazia (bandiera)   | D     | Hrvoje Vuković     |
| 18 | Croazia (bandiera)   | A     | Nino Bule          |
| 20 | Australia (bandiera) | C     | Goran Talevski     |
| 21 | Croazia (bandiera)   | D     | Darko Miladin      |
| 22 | Slovenia (bandiera)  | D     | Suad Filekovič     |
| 23 | Croazia (bandiera)   | D     | Mato Neretljak     |
| 24 | Croazia (bandiera)   | C     | Mario Grgurović    |
| 27 | Scozia (bandiera)    | C     | Ryan Thomson       |
| 28 | Croazia (bandiera)   | A     | Nikica Jelavić     |
| 29 | Croazia (bandiera)   | A     | Natko Rački        |
|    | Brasile (bandiera)   | C     | Matos de Oliveira  |

## Risultati

### Supercoppa di Croazia
| Arbitro: | Ivan Bebek (Fiume) |

|                                                 |           |              |
| Tomić 30’ Sedloski 48’ Eduardo 75’ Zahora 90+2’ | Marcatori | 23’ Rukavina |

Fonte: HRnogomet.com

### Prva HNL

#### Prima fase
| Arbitro: | Željko Širić (Osijek) |

|                           |           |  |
| Turković 33’ Blatnjak 62’ | Marcatori |  |

| Arbitro: | Željko Širić (Osijek) |

|  |           |           |
|  | Marcatori | 44’ Čačić |

| Arbitro: | Vlado Svilokos (Sisak) |

|           |           |                                           |
| Krpan 67’ | Marcatori | 15’, 45’ Karabogdan 61’ Lalić 90’ Katulić |

| Arbitro: | Ivan Bebek (Fiume) |

|                     |           |                             |
| Križanović 19’, 45’ | Marcatori | 35’, 75’ Krpan 90’ Blatnjak |

| Arbitro: | Vlado Svilokos (Sisak) |

|                     |           |  |
| Krpan 26’ Rački 90’ | Marcatori |  |

| Arbitro: | Draženko Kovačić (Križevci) |

|         |           |  |
| Mitu 8’ | Marcatori |  |

| Arbitro: | Šime Vukić (Fiume) |

|                                                   |           |  |
| Đolonga 1’ Skočibušić 20’ Bule 28’, 87’ Rački 66’ | Marcatori |  |

| Arbitro: | Željko Širić (Osijek) |

|          |           |               |
| Klić 23’ | Marcatori | 32’, 52’ Bule |

| Arbitro: | Draženko Kovačić (Križevci) |

|                       |           |  |
| Blatnjak 42’ Bule 61’ | Marcatori |  |

| Arbitro: | Ivan Bebek (Fiume) |

|            |           |           |
| Landeka 3’ | Marcatori | 51’ Krpan |

| Arbitro: | Hrvoje Kurtović (Osijek) |

|                              |           |               |
| Računica 29’, 90’ Andrić 78’ | Marcatori | 12’ Brajković |

| Arbitro: | Draženko Kovačić (Križevci) |

|  |           |                    |
|  | Marcatori | 13’ Bule 48’ Krpan |

| Arbitro: | Ivan Novak (Varaždin) |

|              |           |  |
| 38’ Računica | Marcatori |  |

| Arbitro: | Željko Širić (Osijek) |

|  |           |                    |
|  | Marcatori | 71’ Bule 83’ Rački |

| Arbitro: | Ante Vučemilović-Šimunović (Osijek) |

|                          |           |              |
| Rački 41’ Krpan 52’, 63’ | Marcatori | 86’ Ratković |

| Arbitro: | Draženko Kovačić (Križevci) |

|                       |           |  |
| Šafarić 20’ Benko 79’ | Marcatori |  |

| Arbitro: | Ivan Bebek (Fiume) |

|                                   |           |              |
| Računica 14’ Krpan 22’ Andrić 34’ | Marcatori | 38’ Kranjčar |

| Arbitro: | Vlado Svilokos (Sisak) |

|  |           |              |
|  | Marcatori | 37’ Turković |

| Arbitro: | Ivan Novak (Varaždin) |

|                                               |           |  |
| Krpan 11’ Bule 13’ Turković 64’ Grgurović 88’ | Marcatori |  |

| Arbitro: | Miroslav Vitković (Vinkovci) |

|                       |           |                                        |
| Vukoja 61’ Špehar 86’ | Marcatori | 52’ (aut.) Božinovski 70’, 85’ Đolonga |

| Arbitro: | Ante Vučemilović-Šimunović (Osijek) |

|                       |           |             |
| Vejić 40’ Đolonga 55’ | Marcatori | 28’ Vručina |

| Arbitro: | Šime Vukić (Fiume) |

|                      |           |                                    |
| Brajković 20’ (rig.) | Marcatori | 37’ Turković 63’ Rački 90+2’ Čačić |

Fonte: HRnogomet.com

#### Seconda fase
| Arbitro: | Darko Feljan (Zagabria) |

|                                                             |           |            |
| Krpan 4’, 26’ Filekovič 15’ Turković 32’ Deranja 90’ (rig.) | Marcatori | 72’ Gudelj |

| Spalato 3 aprile 2004, ore 17:30 CEST (UTC+2) 24ª giornata | Hajduk Spalato         | 0 – 0 referto | Dinamo Zagabria | Stadio municipale di Poljud (28 000 spett.)\| Arbitro: \| Vlado Svilokos (Sisak) \| |
| Arbitro:                                                   | Vlado Svilokos (Sisak) |               |                 |                                                                                     |

| Arbitro: | Darko Feljan (Zagabria) |

|  |           |             |
|  | Marcatori | 51’ Đolonga |

| Arbitro: | Marijo Strahonja (Zagabria) |

|                       |           |  |
| Đolonga 13’ Rački 55’ | Marcatori |  |

| Varaždin 21 aprile 2004, ore 18:00 CEST (UTC+2) 27ª giornata | Varteks Varaždin       | 0 – 0 referto | Hajduk Spalato | Stadio Varteks (5 000 spett.)\| Arbitro: \| Vlado Svilokos (Sisak) \| |
| Arbitro:                                                     | Vlado Svilokos (Sisak) |               |                |                                                                       |

| Arbitro: | Slavko Čulina (Zagabria) |

|                       |           |                                  |
| Ćustić 34’ Grbeša 70’ | Marcatori | 32’ Pralija 62’ Bule 76’ Carević |

| Arbitro: | Draženko Kovačić (Križevci) |

|                               |           |                    |
| Strupar 24’, 82’ Zahora 90+2’ | Marcatori | 68’ (rig.) Pralija |

| Arbitro: | Željko Širić (Osijek) |

|                       |           |  |
| Vejić 66’ Deranja 69’ | Marcatori |  |

| Arbitro: | Šime Vukić (Fiume) |

|  |           |               |
|  | Marcatori | 25’ Neretljak |

| Arbitro: | Ivan Bebek (Fiume) |

|                       |           |  |
| Vejić 34’ Deranja 73’ | Marcatori |  |

Fonte: HRnogomet.com

### Coppa di Croazia
| Arbitro: | Domagoj Vučkov (Fiume) |

|  |           |                      |
|  | Marcatori | 30’ Lavrič 49’ Čačić |

| Arbitro: | Nikola Petir (Kašina) |

|                     |           |           |
| Rački 28’, 76’, 88’ | Marcatori | 53’ Surać |

| Vinkovci 17 marzo 2004, ore 14:30 CET (UTC+1) Quarti di finale | Cibalia               | 0 – 0 referto | Hajduk Spalato | Stadio Cibalia (5 000 spett.)\| Arbitro: \| Željko Širić (Osijek) \| |
| Arbitro:                                                       | Željko Širić (Osijek) |               |                |                                                                      |

| Arbitro: | Vlado Svilokos (Sisak) |

|  |           |               |
|  | Marcatori | 8’ Križanović |

Fonte: HRnogomet.com

### Coppa UEFA

#### Turno preliminare
| Arbitro: | Eric Blareau |

|                           |           |          |
| Popovitch 14’ Ristilä 42’ | Marcatori | 2’ Krpan |

| Arbitro: | Antonio Manuel Almeida Costa |

|             |           |  |
| Računica 9’ | Marcatori |  |

#### Primo turno
| Arbitro: | Alan Kelly |

|             |           |               |
| Eduardo 40’ | Marcatori | 56’ Neretljak |

| Spalato 15 ottobre 2003, ore 17:30 CEST (UTC+2) Ritorno | Hajduk Spalato | 0 – 0 referto | Grasshoppers | Stadio municipale di Poljud (20 000 spett.)\| Arbitro: \| Ruud Bossen \| |
| Arbitro:                                                | Ruud Bossen    |               |              |                                                                          |

#### Secondo turno
| Arbitro: | Luis Medina Cantalejo |

|               |           |  |
| Cassano 90+1’ | Marcatori |  |

| Arbitro: | Stuart Dougal |

|          |           |             |
| Bule 33’ | Marcatori | 85’ Cassano |

Fonte: uefa.com

## Statistiche

### Statistiche di squadra
| Competizione          | Punti | In casa | In casa | In casa | In casa | In casa | In casa | In trasferta | In trasferta | In trasferta | In trasferta | In trasferta | In trasferta | Totale | Totale | Totale | Totale | Totale | Totale | DR  |
| Competizione          | Punti | G       | V       | N       | P       | Gf      | Gs      | G            | V            | N            | P            | Gf           | Gs           | G      | V      | N      | P      | Gf     | Gs     | DR  |
| --------------------- | ----- | ------- | ------- | ------- | ------- | ------- | ------- | ------------ | ------------ | ------------ | ------------ | ------------ | ------------ | ------ | ------ | ------ | ------ | ------ | ------ | --- |
| 1. HNL                | 78    | 16      | 14      | 1       | 1       | 39      | 9       | 16           | 11           | 2            | 3            | 24           | 15           | 32     | 25     | 3      | 4      | 63     | 24     | +39 |
| Coppa di Croazia      | -     | 2       | 1       | 0       | 1       | 3       | 2       | 2            | 1            | 1            | 0            | 2            | 0            | 4      | 2      | 1      | 1      | 5      | 2      | +3  |
| Coppa UEFA            | -     | 3       | 1       | 2       | 0       | 2       | 1       | 3            | 0            | 1            | 2            | 2            | 4            | 6      | 1      | 3      | 2      | 4      | 5      | -1  |
| Supercoppa di Croazia | -     | 0       | 0       | 0       | 0       | 0       | 0       | 1            | 0            | 0            | 1            | 1            | 4            | 1      | 0      | 0      | 1      | 1      | 4      | -3  |
| Totale                | -     | 21      | 16      | 3       | 2       | 44      | 12      | 22           | 12           | 4            | 6            | 29           | 23           | 43     | 28     | 7      | 8      | 73     | 35     | +38 |

### Andamento in campionato
| Giornata  | 1 | 2 | 3 | 4 | 5 | 6 | 7 | 8 | 9 | 10 | 11 | 12 | 13 | 14 | 15 | 16 | 17 | 18 | 19 | 20 | 21 | 22 | 23 | 24 | 25 | 26 | 27 | 28 | 29 | 30 | 31 | 32 |
| --------- | - | - | - | - | - | - | - | - | - | -- | -- | -- | -- | -- | -- | -- | -- | -- | -- | -- | -- | -- | -- | -- | -- | -- | -- | -- | -- | -- | -- | -- |
| Luogo     | C | T | C | T | C | T | C | T | C | T  | C  | T  | C  | T  | C  | T  | C  | T  | C  | T  | C  | T  | C  | C  | T  | C  | T  | T  | T  | C  | T  | C  |
| Risultato | V | V | P | V | V | P | V | V | V | N  | V  | V  | V  | V  | V  | P  | V  | V  | V  | V  | V  | V  | V  | N  | V  | V  | N  | V  | P  | V  | V  | V  |
| Posizione | 3 | 2 | 5 | 2 | 2 | 2 | 2 | 2 | 2 | 2  | 2  | 2  | 2  | 2  | 1  | 2  | 1  | 1  | 1  | 1  | 1  | 1  | 1  | 1  | 1  | 1  | 1  | 1  | 2  | 1  | 1  | 1  |

Fonte:  1. HNL 2003/2004, su weltfussball.de.
Legenda:

Luogo: C = Casa; T = Trasferta. Risultato: V = Vittoria; N = Pareggio; P = Sconfitta.